# Pervomajszki járás

A Pervomajszki járás a Nyizsnyij Novgorod-i területen

A Pervomajszki járás (oroszul Первомайский район) Oroszország egyik járása a Nyizsnyij Novgorod-i területen. Székhelye Pervomajszk.

## Népesség
- 1989-ben 26 926 lakosa volt.
- 2002-ben 22 344 lakosa volt, akik főleg oroszok, némi tatár és mordvin kisebbséggel.
- 2010-ben 20 455 lakosa volt, melynek 92,9%-a orosz, 3,1%-a tatár, 2,9%-a mordvin.